# Undershakers
Undershakers fue un grupo de pop español ya desaparecido, nacido en septiembre de 1994 en Gijón e integrado por cinco chicas.

## Historia
En 1995 ganaron el II Concurso de Rock Universitario Ciudad de Oviedo, tras lo cual graban un EP con 4 canciones publicadas como Undershakers con el sello Subterfuge Records. Debido a la buena acogida, en 1996 publicaron su primer larga duración, titulado Nightshow. En el 1997 sacan el mini-LP Sola donde su estilo cada vez se va desligando a su estilo inicial de música de los años 60 para sacar un año más tarde el álbum Vudú. En 1999 editan su último disco Perfidia y además participan en la banda sonora de la película Shaky Carmine.
Durante los 90 fueron uno de los grupos más populares del pop alternativo español y fueron uno de los grupos agrupados bajo la etiqueta "Xixón Sound". Comenzaron cantando en inglés (todos los temas de su primer álbum eran composiciones en inglés) y a partir de su segundo trabajo alternaron temas en inglés y en castellano.
La disolución del grupo tuvo que ver directamente con un cambio en el estilo de la música. Según las propias integrantes del grupo comentaron en entrevistas a los medios empezaron a componer canciones tan distintas a las anteriores que ya "no eran de Undershakers, eran otra cosa".
Dos de las integrantes, las hermanas Álvarez, no quisieron acabar con el proyecto que tenían entre manos y fundaron un nuevo grupo pop, Pauline en la Playa.

## Discografía completa
- Nightshow (1996).
  - Nightshow
  - What a live
  - Does anyone care
  - Take my trip
  - Benito's nightmare
  - Waves
  - Be my ghost
  - Criminal girl
  - Don't say no
  - You can't shout
  - Symphony day
- Sola (1997).
  - Sola
  - Send me a postcard
  - Reflections
  - Al revés
  - Big dog
  - A tu vera
- Vudú (1998).
  - Mírate
  - Crazy
  - Después
  - Vudú
  - Redrum
  - Tears away
  - Stupid girl
  - A friend
  - Sola
  - Oral sex
  - Sí, quiero
  - Pull-Krash theme
- Perfidia (1999).
  - Dime sí
  - Radar de amor
  - Take me
  - Sólo ahora
  - No soy Cenicienta
  - El amor perfecto
  - Illusions garden
  - Cuestión de tiempo
  - Con la boca muy pequeña
  - Nada que contar
  - Like a heroine
  - Quiet night
- Grandes aventuras 1994-2000 (2003).

DISCO 1
- - Sola
  - El amor perfecto
  - Al revés
  - Después
  - Vudú
  - No soy Cenicienta
  - Mírate
  - Dime sí
  - Nada que contar
  - Radar de amor
  - A tu vera
  - Al-leluya

DISCO 2
- - Stupid girl
  - Reflections
  - Be my ghost
  - Oral sex
  - Redrum
  - Crazy
  - Criminal girl
  - Nightshow
  - Big dog
  - Don't say no
  - Illusions garden
  - You can't shout
  - Send me a postcard
  - She's falling in love with a monster man